# Rabbit Trap
Rabbit Trap ist ein Mystery-Horror-Thriller und das Spielfilmdebüt von Bryn Chainey. Der Film mit Dev Patel, Rosy McEwen und Jade Croot in den Hauptrollen feierte Ende Januar 2025 beim Sundance Film Festival seine Premiere.

## Handlung
Im Jahr 1976. Daphne und Darcy Davenport sind ein Ehepaar und beide Musiker. Sie sind gerade von London in ein Cottage in Wales gezogen, um ihr neues Album fertigzustellen. Sie haben analoge Synthesizer, Kassettendecks und Theremine mitgenommen. Durch Zufall nimmt Darcy einen mystischen Sound auf, den sie noch nie zuvor gehört haben. Ein seltsamer Teenager tritt in ihr Leben. Umgeben von uralten Geistern lösen sich Daphne und Darcy allmählich von der Realität.

## Produktion

### Regie und Drehbuch
Regie führte der Brite Bryn Chainey, der auch das Drehbuch schrieb. Sein Kurzfilm Jonah and the Vicarious Nature of Homesickness gewann den Nachwuchsregisseurpreis beim Berlinale Talent Campus. Danach drehte er weitere Kurzfilme, darunter Moritz and the Woodwose und Kill Your Dinner, der 2016 auf der Berlinale Premiere feierte. Bei Rabbit Trap handelt es sich um sein Spielfilmdebüt.
Inspiriert wurde Chainey durch die Beschäftigung mit der keltischen Mythologie. Bereits in seinen Kurzfilm Moritz and the Woodwose, den er 2012 drehte, als er in Deutschland lebte, floss diese ein. Vieles in Rabbit Trap gezeigte ist dem walisischen Aberglauben und den Volksmärchen entnommen, in denen Kobolde und Feen vorkommen. Es gibt auch Geschichten über Feenkreise, Pilzringe, die im Wald wachsen, die besagen, dass man nie einen solchen Kreis betreten sollte, weil man ins Feenreich, das Reich der Kobolde, versetzt wird und wenn man zurückkommt, man ein wenig anders.

### Besetzung und Dreharbeiten

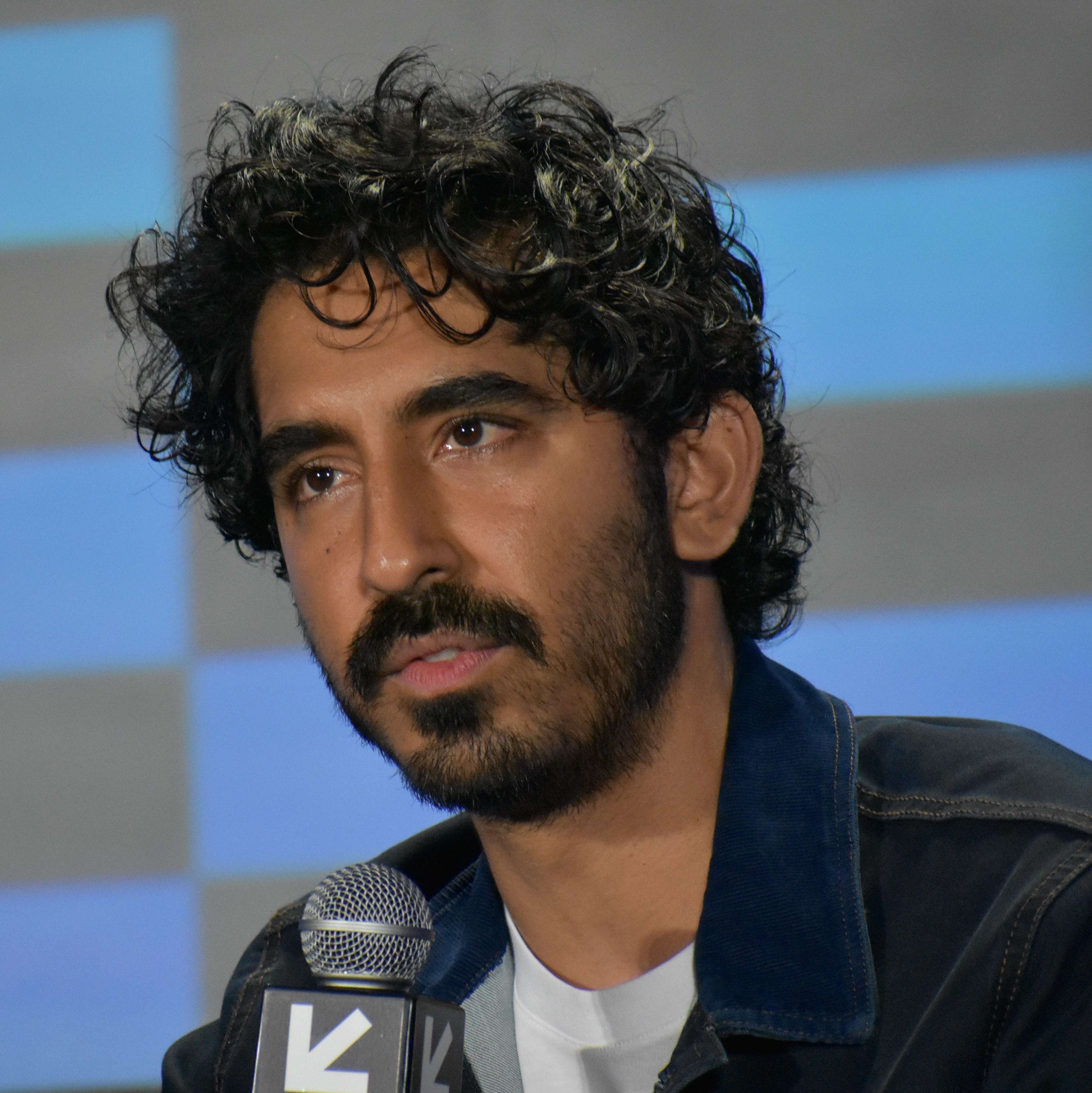
Dev Patel spielt Darcy Davenport

Dev Patel und Rosy McEwen spielen in den Hauptrollen Darcy und Daphne Davenport. Das berufliche Interesse des Ehepaares an elektronischer Musik ist als eine Hommage an Delia Derbyshire, Suzanne Cianni und Laurie Spiegel gedacht, die in diesem Musikbereich arbeiteten und hierbei in den Anfangsjahren Pionierarbeit geleistet haben. Die Waliserin Jade Croot spielt den Teenager, der Darcy und Daphne einzunehmen versucht. Sie war beim Vorsprechen bereits 25 Jahre alt. Das Casting übernahmen Daniel Hubbard, Rory Okey und Hannah Marie Williams.
Eigentlich wollte Chainey den Film in Wales drehen, weil es dort jedoch ein Gesetzt gibt, das die Verwendung von echten Zigaretten an Filmsets untersagt und seine Protagonistin Daphne eine Kettenraucherin sein sollte, entstanden die Aufnahmen in North Yorkshire. Kameramann Andreas Johannessen war zuvor überwiegend für Kurzfilme, Fernsehserien und Musikvideos tätig.

### Filmmusik, Marketing und Veröffentlichung
Die Filmmusik steuerte Lucrecia Dalt bei, deren 2022 erschienenes Album AY! vom Wire Magazine zum besten Album des Jahres gekürt wurde. Für das Sounddesign zeichneten Graham Reznick und der Sound-Supervisor Brent Kiser verantwortlich. Reznick arbeitete in der Vergangenheit unter anderem für den Film X von Ti West, Kiser für Everything Everywhere All at Once.
Die Weltpremiere des Films fand am 24. Januar 2025 beim Sundance Film Festival statt. Ein erster Trailer wurde Mitte August 2025 vorgestellt.

## Rezeption
Die Kritiken fielen gemischt aus.